# Jean Konings
François Aimable Jean Konings (Brussel, 4 maart 1886 - 29 mei 1974) was een Belgische atleet, die gespecialiseerd was in de sprint. Hij nam eenmaal deel aan de Olympische Spelen en werd driemaal Belgisch kampioen.

## Biografie
Jean Konings werd tussen 1906 en 1908 driemaal opeenvolgend Belgisch kampioen op de 100 m. Hij nam in 1908 deel aan de Olympische Spelen in Londen. Hij werd uitgeschakeld in de series.
Konings was aangesloten bij Daring Club Brussel. Hij was geneesheer en werd voorzitter van de medische commissie van de Belgische Atletiekbond.

## Belgische kampioenschappen
| Onderdeel | Jaar             |
| --------- | ---------------- |
| 100 m     | 1906, 1907, 1908 |

## Persoonlijk record
| Onderdeel | Prestatie      | Datum        | Plaats |
| --------- | -------------- | ------------ | ------ |
| 100 m     | 11,0 s (ex-NR) | 28 juli 1907 | Spa    |
| 150 m     | 16,8 s (ex-NR) |              |        |

## Palmares

### 100 m
- 1906:  BK AC - 11,2 s
- 1907:  BK AC - 11,2 s
- 1908:  BK AC - 11,4 s
- 1908: 2e in serie OS in Londen - 11,6 s